# Pristipomoides auricilla
Pristipomoides auricilla és una espècie de peix de la família dels lutjànids i de l'ordre dels perciformes.

## Morfologia
- Els mascles poden assolir 45 cm de longitud total.[4][5]

## Hàbitat
És un peix marí i d'aigües profundes que viu entre 90-360 m de fondària.

## Distribució geogràfica
Es troba des de Reunió fins a les Hawaii, el Japó, Austràlia i Nova Caledònia.

## Ús comercial
Es comercialitza fresc.